# Pamięć sercowa
Pamięć sercowa, inaczej pamięć komorowa, pamięć mięśnia sercowego – zjawisko z dziedziny elektrofizjologii serca.
Polega ono na przejściowej zmianie morfologii zapisu EKG w zależności od występujących wcześniej rytmów. Najbardziej znanym przykładem, bardzo ważnym z klinicznego punktu widzenia, jest zmiana kształtu załamka T rytmu z wąskimi zespołami QRS po dłuższym epizodzie rytmu z szerokimi zespołami QRS. W badaniach doświadczalnych, gdzie za model przyjęto stymulację prawokomorową, wykazano, że pierwsze zmiany pojawiają się po ok. 15 minutach stymulacji, a ich głębokość i trwałość zależy od czasu stymulacji (czyli rytmu z szerokimi QRS).
W praktyce tego typu zjawisko widuje się najczęściej przy okresowej aktywności rozrusznika ze stymulacją komorową, także po aktywnych rytmach komorowych czy przy przepuszczającym bloku lewej odnogi.
Szczególne znaczenie tego zjawiska polega na tym, że pojawienie się przeciwnie skierowanego niż dotąd załamka T jest częstym objawem niedokrwienia mięśnia sercowego (tzw. „T wieńcowe”), podczas gdy identycznie wyglądające załamki T będące efektem pamięci sercowej są zjawiskiem nieszkodliwym (wówczas, tzw. „T pamięci”).
Za powstanie tego zjawiska odpowiedzialne są zmiany funkcji błonowych kanałów potasowych (na rok 2002 w mięśniu sercowym znano około 10 ich typów). Wykazano znaczenie ekspresji tych samych kanałów w mechanizmie zmiany aktywności neuronów hipokampa, związanym z ich pobudzaniem, więc określenie pamięć sercowa nabrało nieco innego znaczenia.